# Communauté de communes Sèvre Maine et Goulaine
Die Communauté de communes Sèvre Maine et Goulaine ist ein ehemaliger französischer Gemeindeverband mit der Rechtsform einer Communauté de communes im Département Loire-Atlantique in der Region Pays de la Loire. Sie wurde am 22. Dezember 2000 gegründet und umfasste vier Gemeinden. Der Verwaltungssitz befand sich im Ort La Haie-Fouassière.

## Historische Entwicklung
Mit Wirkung vom 1. Januar 2017 fusionierte der Gemeindeverband mit der Communauté de communes de la Vallée de Clisson und bildete so die Nachfolgeorganisation Clisson Sèvre et Maine Agglo.

## Ehemalige Mitgliedsgemeinden
1. Château-Thébaud
2. La Haie-Fouassière
3. Haute-Goulaine
4. Saint-Fiacre-sur-Maine